# پاندینو
پاندینو (به ایتالیایی: Pandino) یک کومونه در ایتالیا است که در استان کریمونا واقع شده‌است.

## خصوصیات
پاندینو ۲۲٫۲ کیلومترمربع مساحت و ۹٬۱۴۷ نفر جمعیت دارد و ۸۵ متر بالاتر از سطح دریا واقع شده‌است.

## خواهرخوانده
شهر Saint-Denis-en-Val خواهرخواندهٔ پاندینو هست.